# Nefrostoma
Een nefrostoma is een stoma van de nier. Er wordt een zachte katheter in het nierbekken gebracht door de uroloog die de urine afvoert naar een externe urinezak. Deze zak kan bijvoorbeeld aan het bovenbeen gedragen worden. Een nefrostoma is over het algemeen een tijdelijk (tot enkele maanden) hulpmiddel wanneer door een of andere oorzaak (nierstenen, ureterstenose et cetera) de urineleider verstopt is. Een nefrostoma wordt over het algemeen gefixeerd door middel van een 'drainfix'-pleister die elke paar dagen vervangen moet worden. Deze mag niet nat worden, wat een extra beperking voor de patiënt tot gevolg heeft.
nier (ren) · urineleider (ureter) · urineblaas (vesica urinaria) · urinebuis (urethra)

nierbekken · nierkelk

nefron · juxtaglomerulair apparaat · kapsel van Bowman · glomerulus · distale tubulus contortus · lichaampje van Malpighi